# Jakub Kolano
Jakub Kolano (ur. 6 lipca 1912 w Sanoczku, zm. 28 czerwca 1991) – polski rzemieślnik, mistrz blacharski, działacz polityczny.

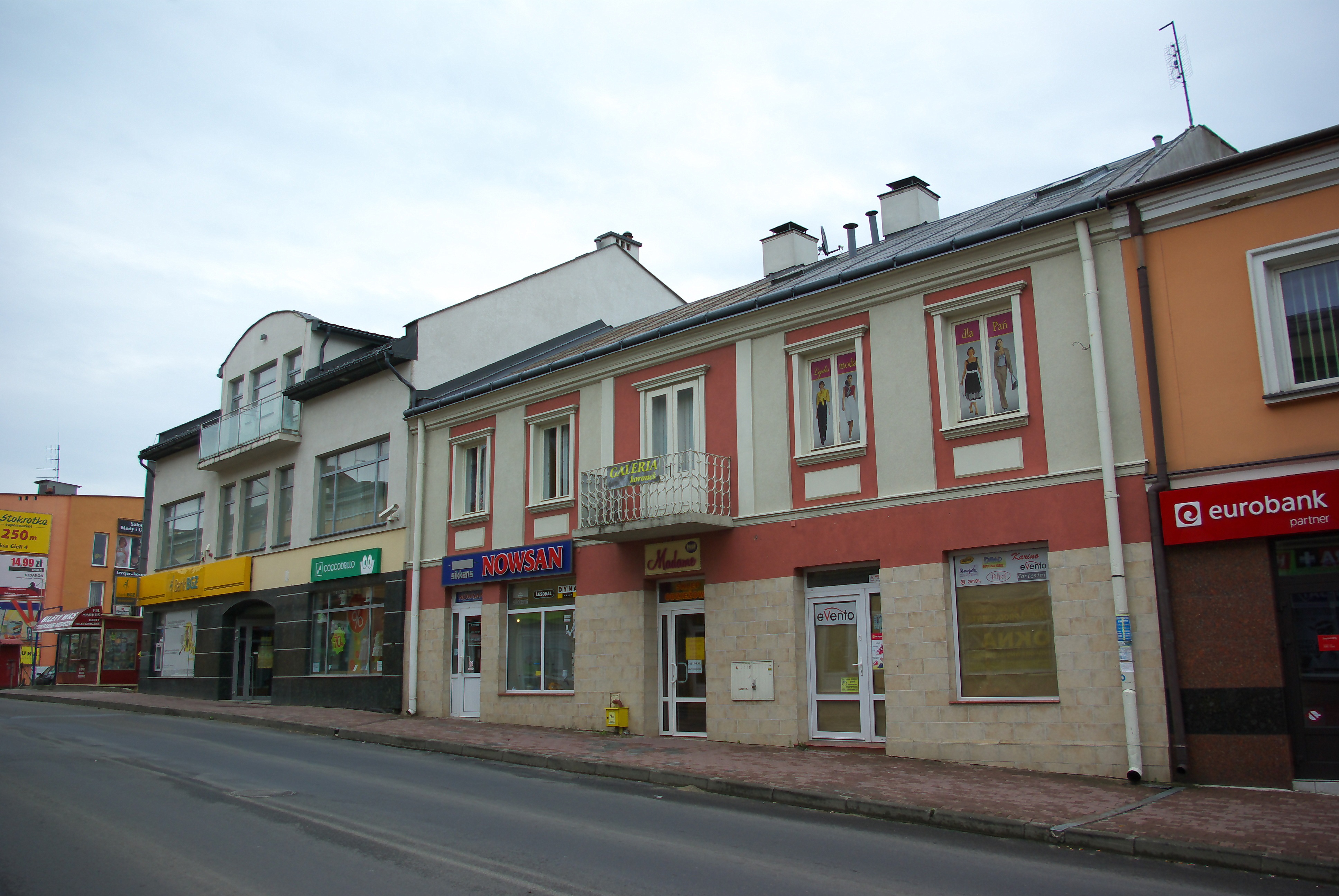
Kamienica przy ul. Jagiellońskiej 21 w Sanoku (pierwsza od prawej)

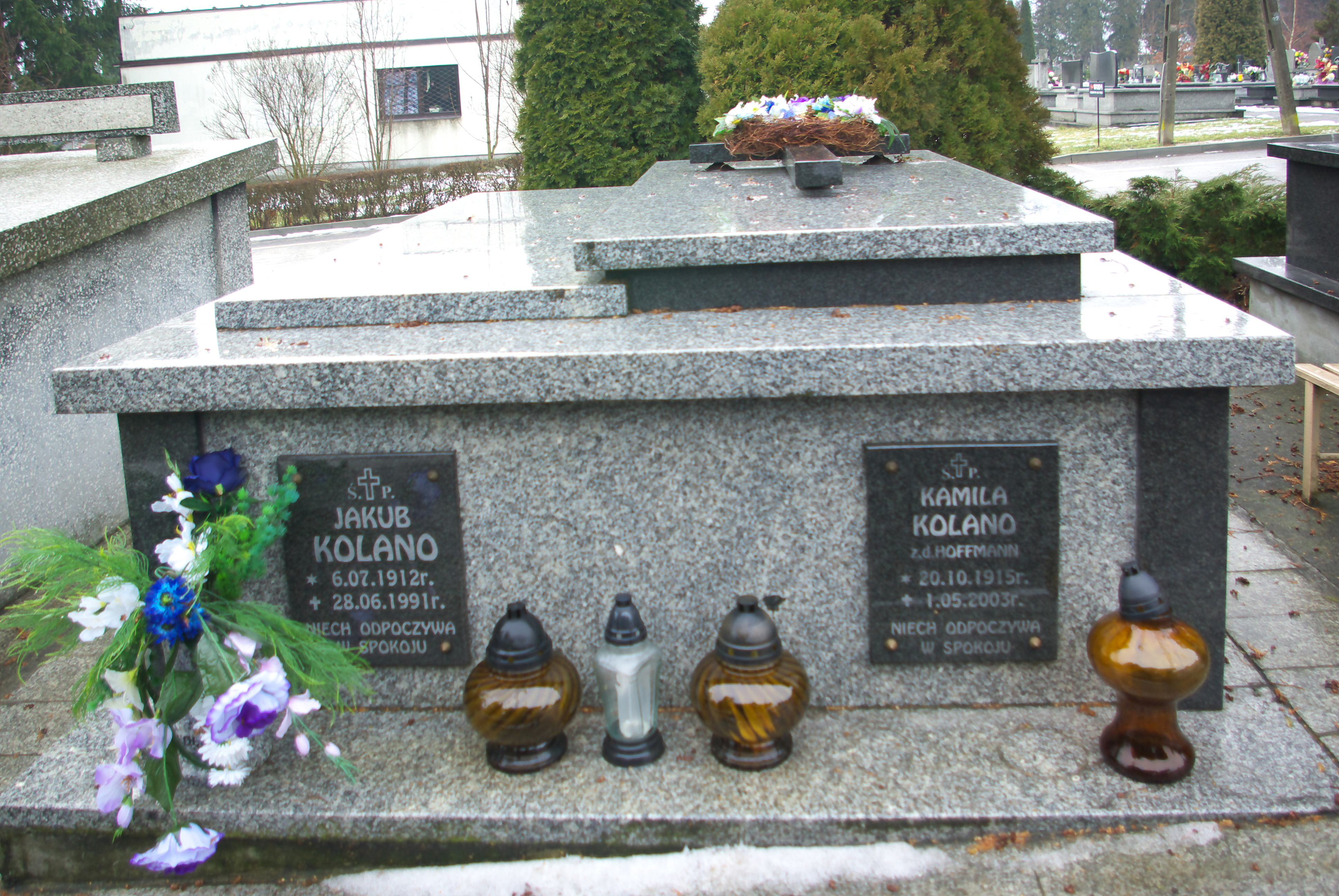
Nagrobek Jakuba i Kamili Kolano

## Życiorys
Jakub Kolano urodził się 6 lipca 1912 w Sanoczku jako syn Pawła i Anieli z domu Pantoł. Wyuczył się zawodu blacharskiego w zakładzie Zjednoczone Fabryki Maszyn, Kotłów i Wagonów – L. Zieleniewski i Fitzner-Gamper, Spółka Akcyjna, Fabryka Sanocka w Sanoku, w którym pracował do 1932 i ponownie od 1935. Był także zatrudniony w sanockiej fabryce gumy. Był uczestnikiem Marszu Głodnych w Sanoku 6 marca 1933. Następnie pracował we Lwowie, gdzie zdał egzamin czeladniczy w Izbie Rzemieślniczej. Przed 1939 był zamieszkały w Dąbrówce Polskiej pod Sanokiem. W 1942 uzyskał tytuł mistrza blacharskiego w Krakowie. Wówczas, podczas okupacji niemieckiej, założył własny warsztat w Sanoku i przez kolejne lata pracował jako rzemieślnik blacharski. Jego głównym przedmiotem działalności były pokrycia dachowe oraz rynny. Ponadto tworzył naczynia, np. amfory, wazony, puchary. W 1962 zaangażował się w działanie spółdzielni rzemieślniczej w Sanoku. W 1968 wykonał konserwację dachu kościoła Przemienienia Pańskiego w Sanoku. Wykonał miedziany dach w odrestaurowanym budynku przy ul. Teofila Lenartowicza 2 w Sanoku, w którym 3 maja 1982 otwarto Miejską Bibliotekę Publiczną.
Po 1945 nabył kamienicę przy ulicy Jagiellońskiej 21, gdzie prowadził warsztat (w przeszłości budynek należał do Karola Pollaka i mieścił drukarnię, którą prowadził także Franciszek Patała).
Był działaczem Stronnictwa Demokratycznego. Sprawował mandat radnego Miejskiej Rady Narodowej w Sanoku 1961 (zasiadł w Komisji Zaopatrzenia Ludności). W 1965 został wybrany radnym Powiatowej Rady Narodowej w Sanoku. Został członkiem prezydium powołanej podczas stanu wojennego 16 września 1982 Tymczasowej Miejskiej Rady Patriotycznego Ruchu Odrodzenia Narodowego (PRON). Był wybierany członkiem zarządu Towarzystwa Rozwoju i Upiększania Miasta Sanoka: styczniu 1983, w czerwcu 1987. W listopadzie 1987 został członkiem Miejskiej Komisji do Spraw Referendum.
Jakub Kolano zmarł 28 czerwca 1991. Od 1938 jego żoną była Kamila z domu Hoffmann (1915-2003). Oboje zostali pochowani na Cmentarzu Centralnym w Sanoku.
Sanocki poeta Roman Bańkowski zadedykował Jakubowi Kolanie wiersz pt. „Miedziane echa”, opublikowany w tomiku poezji pt. Byli wśród nas – inni z 2000.

## Odznaczenia
- Krzyż Kawalerski Orderu Odrodzenia Polski (1984)[16][17]
- Medal 40-lecia Polski Ludowej (1984)[18][19]
- Medal 50-lecia Stronnictwa Demokratycznego (1988)[20]
- Odznaka honorowa „Za zasługi dla Polskiego Związku Emerytów” (1986)[21]